# Говернадор-Жоржи-Тейшейра

Говернадор-Жоржи-Тейшейра на карте штата.

Говернадор-Жоржи-Тейшейра (порт. Governador Jorge Teixeira) — муниципалитет в Бразилии, входит в штат Рондония. Составная часть мезорегиона Восток штата Рондония. Входит в экономико-статистический микрорегион Жи-Парана. Население составляет 10 512 человек на 2010 год. Занимает площадь 5 067,38 км². Плотность населения — 2,07 чел./км².

## История
Город основан 13 февраля 1992 года.

## География
Климат местности: экваториальный.

## Демография
Согласно сведениям, собранным в ходе переписи 2010 г. Национальным институтом географии и статистики (IBGE), население муниципалитета составляет:
| Полное население                               | Полное население                               | Полное население                               | Полное население                               | 10 512 |
| ---------------------------------------------- | ---------------------------------------------- | ---------------------------------------------- | ---------------------------------------------- | ------ |
| в том числе:                                   | Городское население                            | 2 361                                          | Процент городского населения, %                | 22,46  |
|                                                | Сельское население                             | 8 151                                          | Процент сельского населения, %                 | 77,54  |
|                                                | Мужское население                              | 5 470                                          | Процент мужского населения, %                  | 52,04  |
|                                                | Женское население                              | 5 042                                          | Процент женского населения, %                  | 47,96  |
| Плотность населения, чел/км²                   | Плотность населения, чел/км²                   | Плотность населения, чел/км²                   | Плотность населения, чел/км²                   | 2,07   |
| Население муниципалитета в % к населению штата | Население муниципалитета в % к населению штата | Население муниципалитета в % к населению штата | Население муниципалитета в % к населению штата | 0,67   |

По данным оценки 2015 года население муниципалитета составляет 10 127 жителей.

## Административное деление
Муниципалитет состоит из 2 дистриктов:
| № | Наименование дистрикта    | Наименование дистрикта (порт.) | Территория, км² | Население, чел.(2010) | Население, чел.(2010) | Население, чел.(2010) | Плотность, чел./км² | Код дистрикта |
| № | Наименование дистрикта    | Наименование дистрикта (порт.) | Территория, км² | всего                 | городское             | сельское              | Плотность, чел./км² | Код дистрикта |
| 1 | Говернадор-Жоржи-Тейшейра | Governador Jorge Teixeira      | 1585            | 7653                  | 1620                  | 6033                  | 4,83                | 110100505     |
| 2 | Колина-Верди              | Colina Verde                   | 3482            | 2859                  | 741                   | 2118                  | 0,82                | 110100515     |

## Важнейшие населенные пункты
| № | Населённый пункт          | Населённый пункт (порт.)  | Категория | Население чел. (2010) | На карте                        |
| - | ------------------------- | ------------------------- | --------- | --------------------- | ------------------------------- |
| 1 | Говернадор-Жоржи-Тейшейра | Governador Jorge Teixeira | город     | 1620                  | 10°36′49″ ю. ш. 62°43′59″ з. д. |
| 2 | Колина-Верди              | Colina Verde              | поселок   | 741                   | 10°32′30″ ю. ш. 63°01′04″ з. д. |